# 德律風根
德律風根（德語：Telefunken），是德國一家家庭電器生產商。

## 歷史

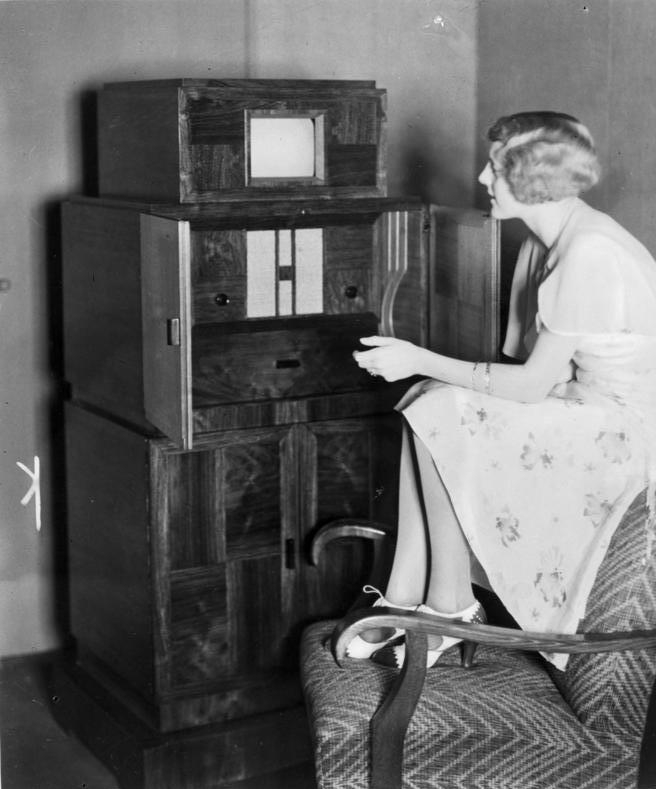
1934年德律風根公司已研製出採用陰極射線管的黑白電視機

1903年於柏林成立，以製造無線電裝備起家。本身原是兩家企業──Slaby-Acro、Braun-Siemens，因專利權問題發生糾紛，威廉二世於是推動兩家公司合併，成為德律風根公司。
早年分別為德國海軍及德國陸軍提供後勤。1906年，以10KW的HF輸出擴大到300公里處的無線電機收訊，寫下世界紀錄。當年德律風根已持有百項專利，為歐洲電子業龍頭。1911年建立180M的無線電塔，意圖跨大西洋聯絡。
1934年德律風根公司已研製出採用陰極射線管的黑白電視機。
二次大戰期間，持續提供納粹德軍軍用發報機和通訊收音機。戰後，轉型為家電產品商，擅長於音響相關產品。

## 圖片

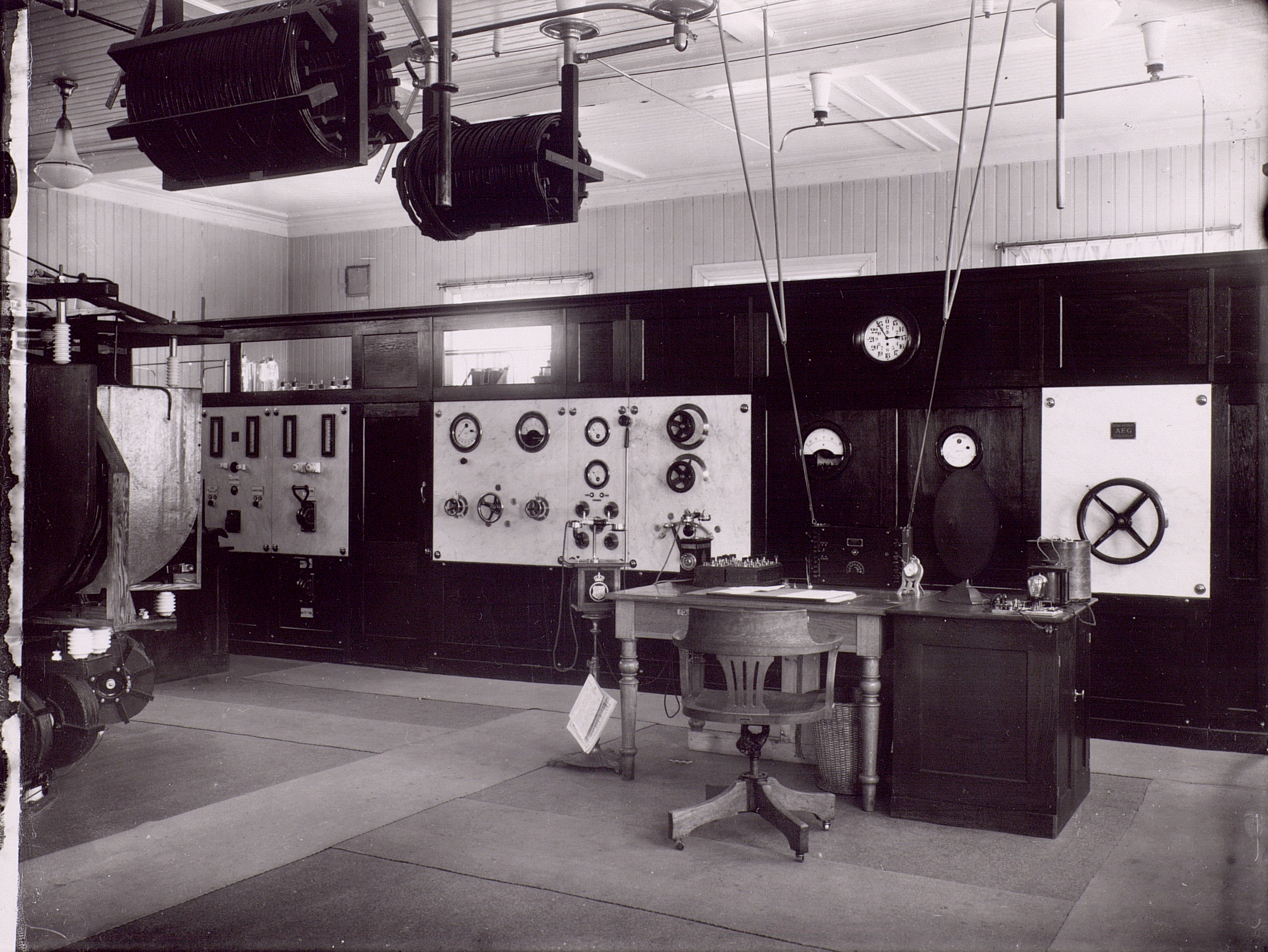
一戰時期10KW通訊台
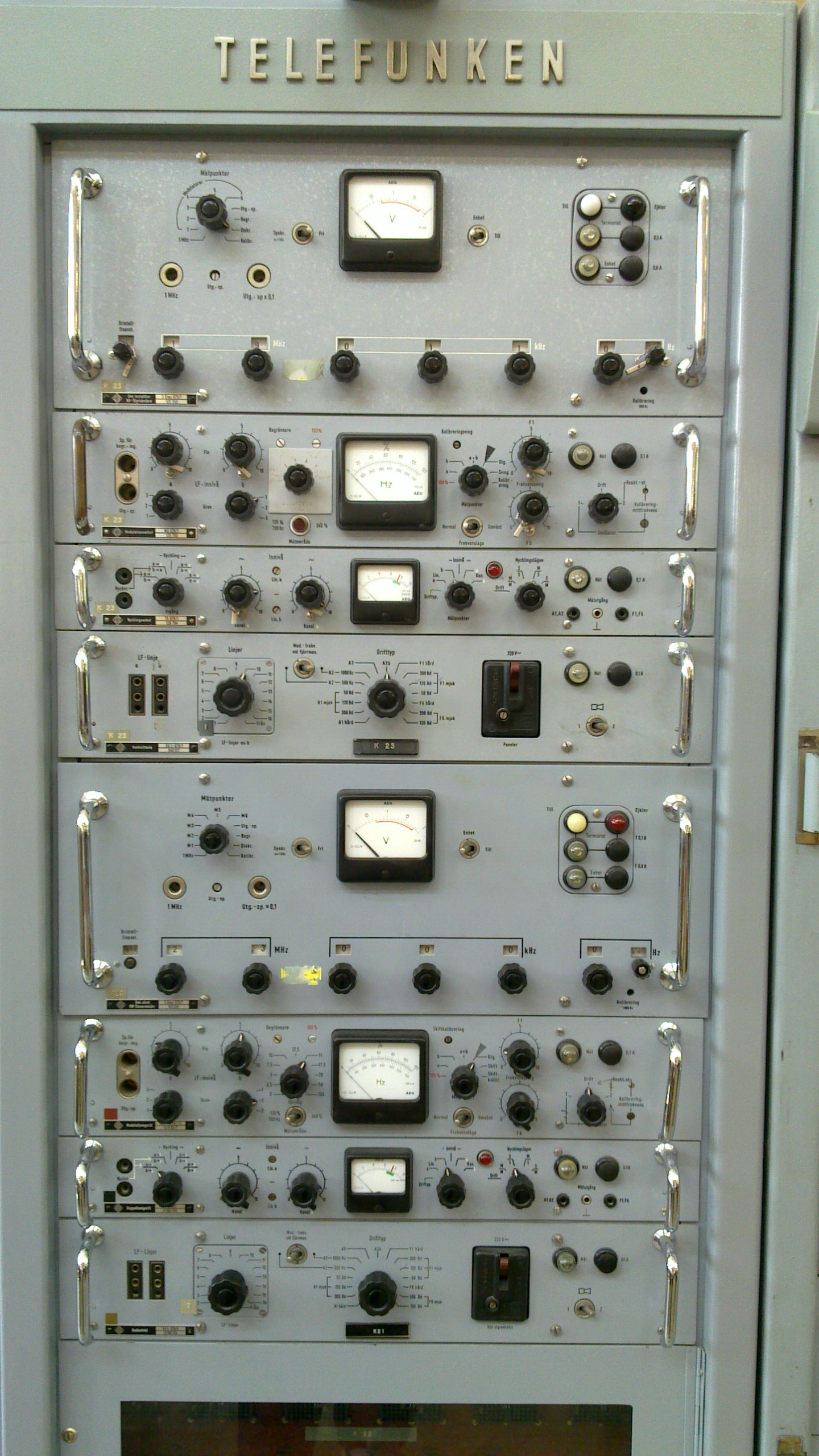
德律風根現代廣播電台組
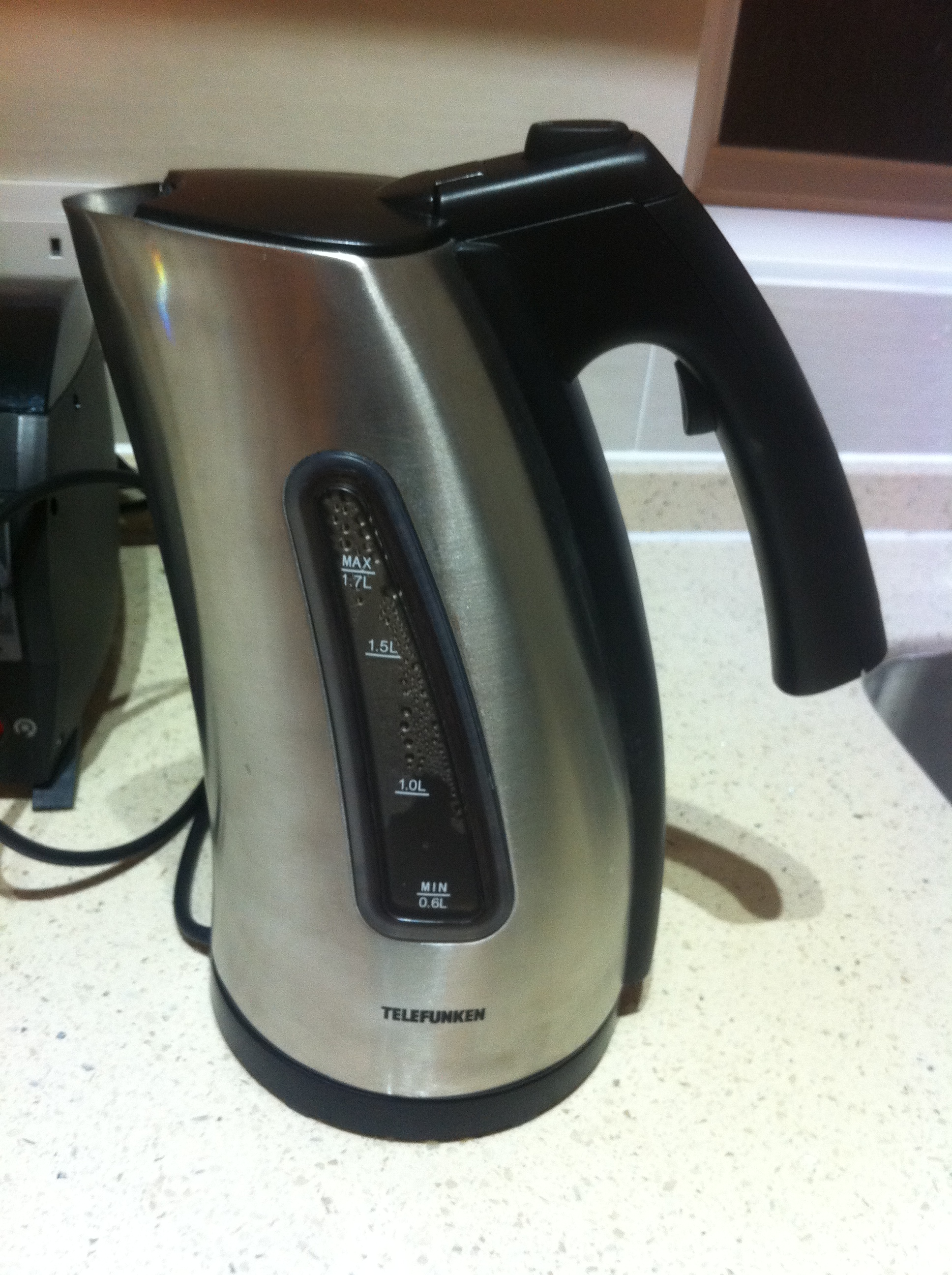
2011年電水壺
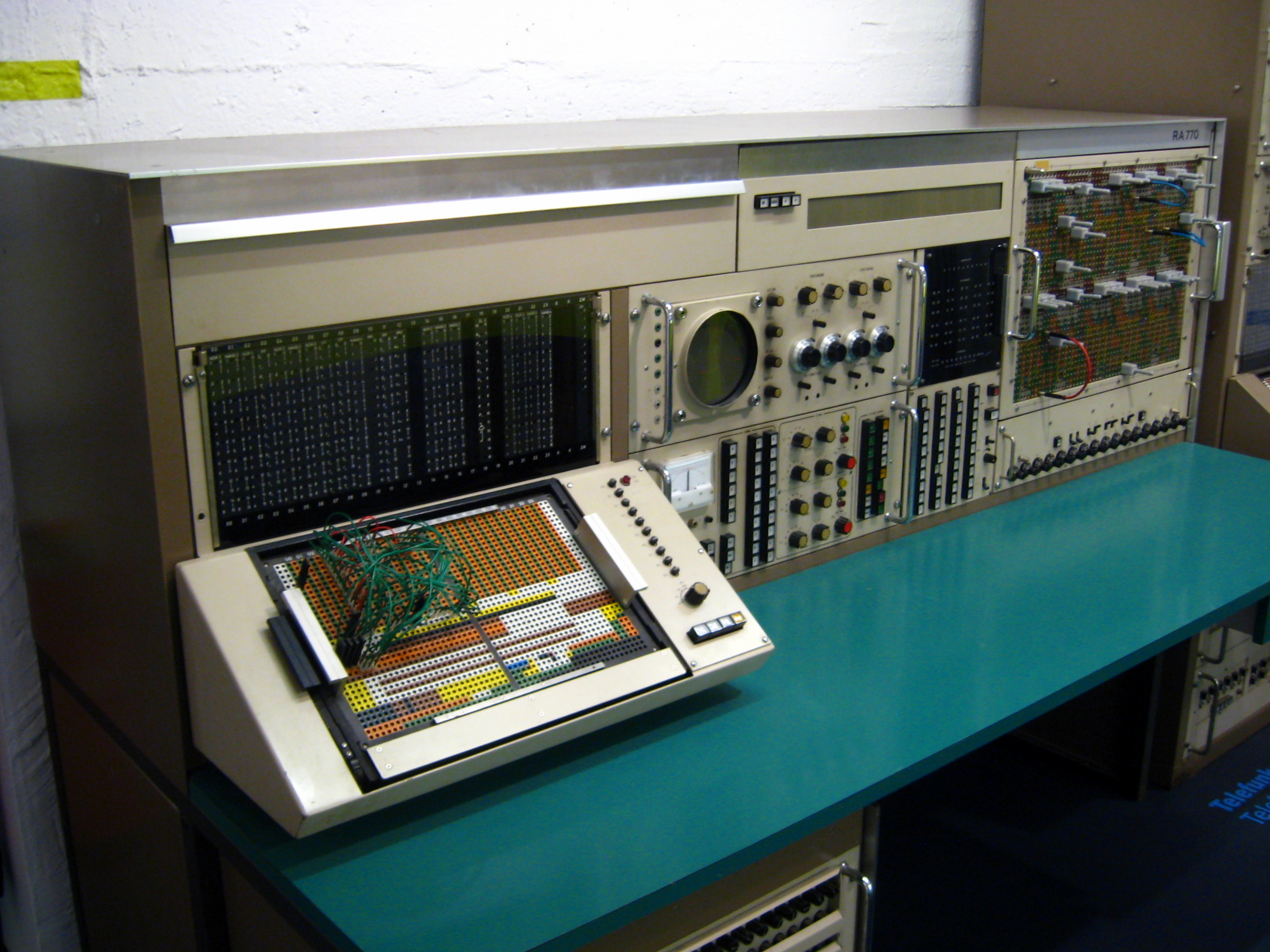
RA 770雷達站
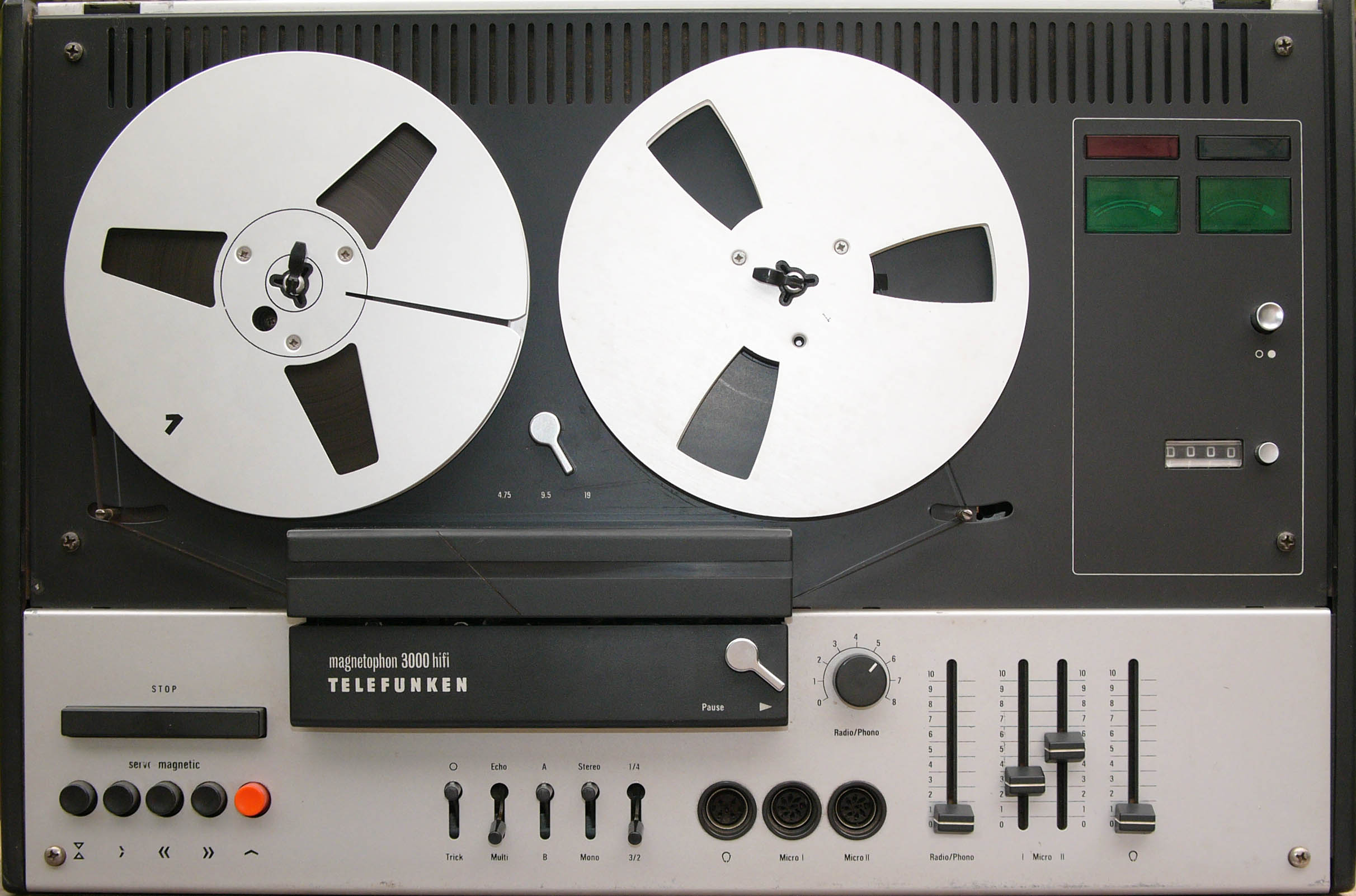
早期Magnetophon 3000專業錄音機
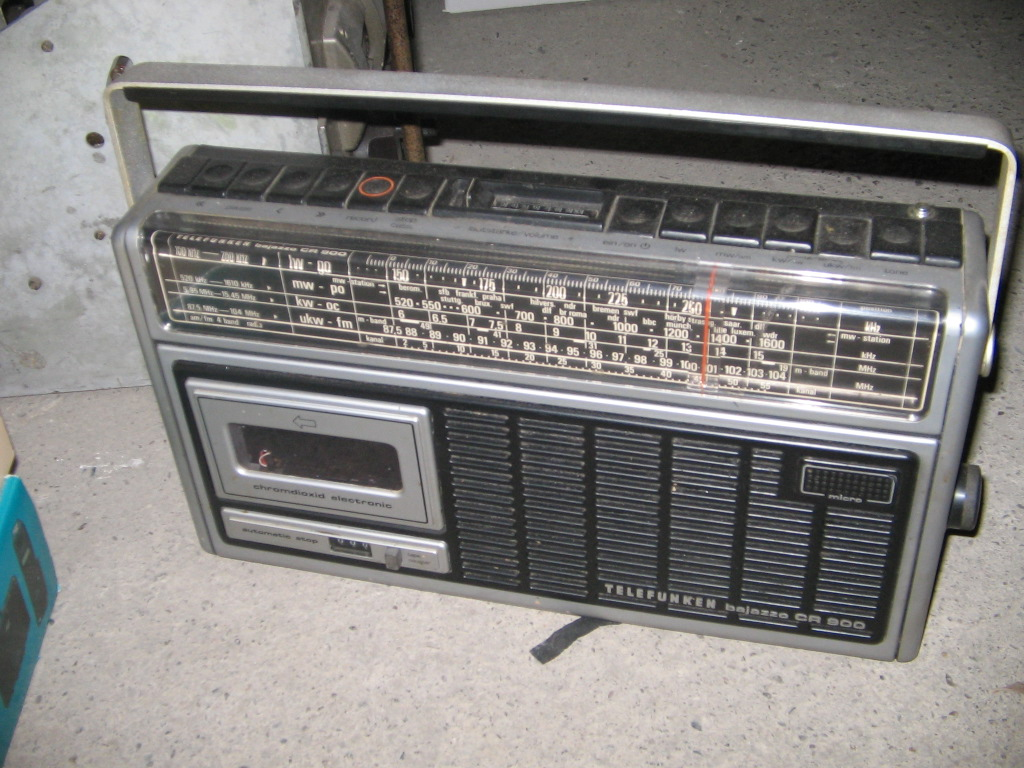
早期 CR900收音機
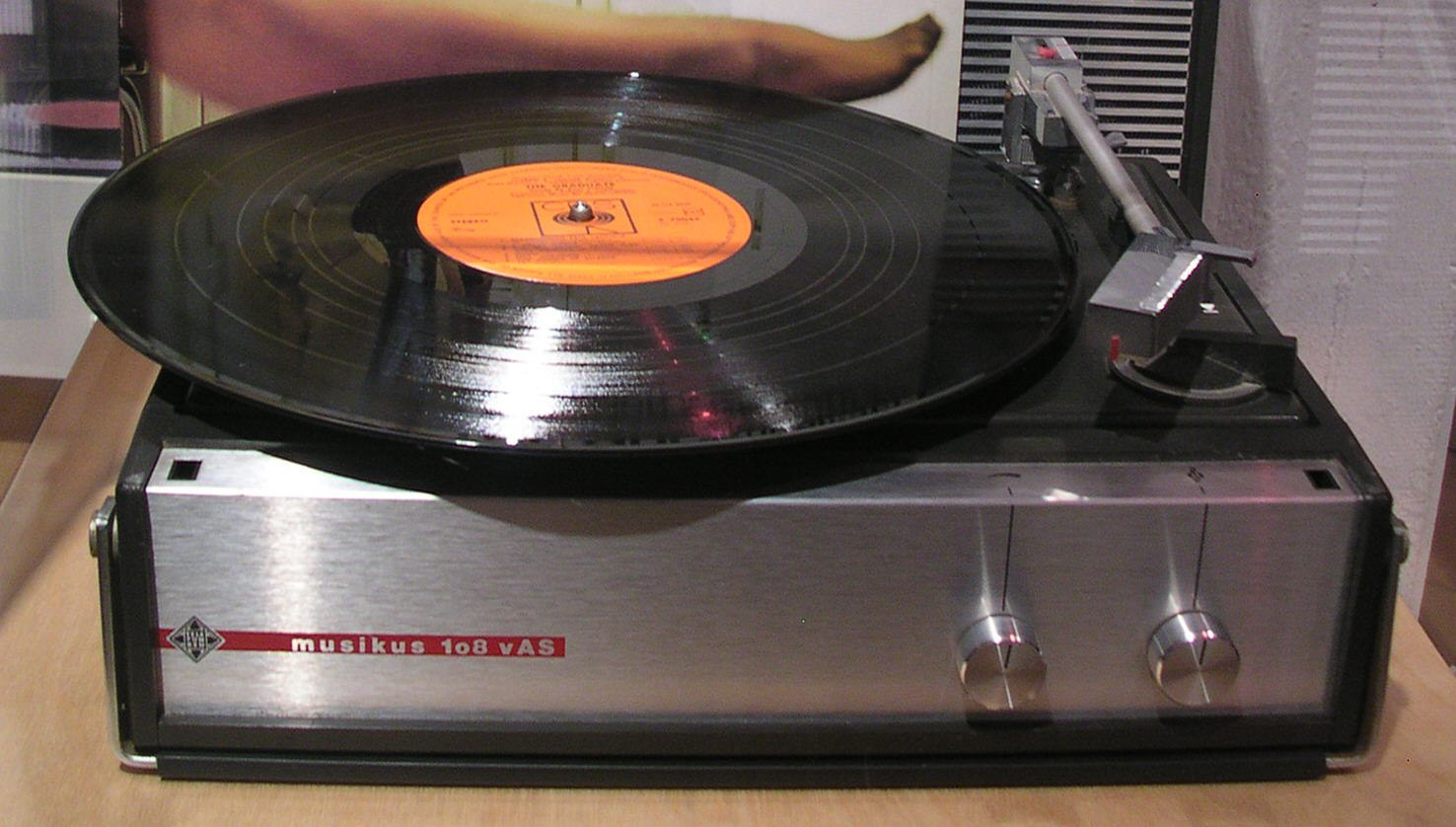
Musikus 108黑膠唱機

## 外部連結
- 官方网站
- Telefunken （页面存档备份，存于）